# Cure (Fluss)
Die Cure [kyʁ] ist ein Fluss in Frankreich, der in der Region Bourgogne-Franche-Comté verläuft. Sie entspringt im Regionalen Naturpark Morvan, im Gemeindegebiet von Anost, und entwässert generell in nordwestlicher Richtung. Sie durchfließt die Stauseen Lac des Settons und Réservoir du Crescent und mündet nach rund 113 Kilometern bei Cravant als rechter Nebenfluss in die Yonne.
Auf ihrem Weg durchquert die Cure die Départements Saône-et-Loire, Nièvre und Yonne.
Zwischen Vermenton und der Mündung verläuft parallel zum Fluss der Canal d’Accolay, ein Stichkanal des Canal du Nivernais.

## Orte am Fluss
- Anost
- Planchez
- Gien-sur-Cure
- Montsauche-les-Settons
- Dun-les-Places
- Saint-André-en-Morvan
- Domecy-sur-Cure
- Pierre-Perthuis
- Saint-Père
- Vézelay
- Arcy-sur-Cure
- Vermenton
- Accolay
- Cravant

## Sehenswürdigkeiten
Am Fluss liegen die Höhlen von Arcy-sur-Cure und die Saint-Moré-Höhlen.